# Zhongnan, Hunan
Zhongnan (kinesiska: 终南, 终南乡) är en socken i Kina. Den ligger i provinsen Hunan, i den södra delen av landet, omkring 140 kilometer norr om provinshuvudstaden Changsha. Antalet invånare är 19732. Befolkningen består av 9 417 kvinnor och 10 315 män. Barn under 15 år utgör 13,0 %, vuxna 15-64 år 76 %, och äldre över 65 år 10,0 %.
Genomsnittlig årsnederbörd är 1 739 millimeter. Den regnigaste månaden är maj, med i genomsnitt 294 mm nederbörd, och den torraste är december, med 38 mm nederbörd.